# Joseph Lafontant
Pour les articles homonymes, voir Lafontant.
Joseph Lafontant, né le 17 décembre 1937 à Jacmel en Haïti est un évêque haïtien, évêque auxiliaire émérite de Port-au-Prince (Haïti) depuis 2013.

## Biographie
Il est ordonné prêtre le 29 juin 1963. 
Le 25 novembre 1986, Louis Kébreau et Joseph Lafontant sont nommés par le pape Jean-Paul II évêques auxiliaires de Port-au-Prince aux côtés de l'archevêque, Mgr François-Wolff Ligondé; Joseph Lafontant recevant le titre d'évêque titulaire (ou in partibus) de Gilba (de). Ils sont consacrés le 25 janvier 1987 par le cardinal Bernardin Gantin alors préfet de la congrégation pour les évêques avec comme co-consécrateurs François-Wolff Ligondé et Léonard Pétion Laroche (de). 
Ayant atteint la limite d'âge, il se retire le 27 juillet 2013. 